# Ciemiernik korsykański

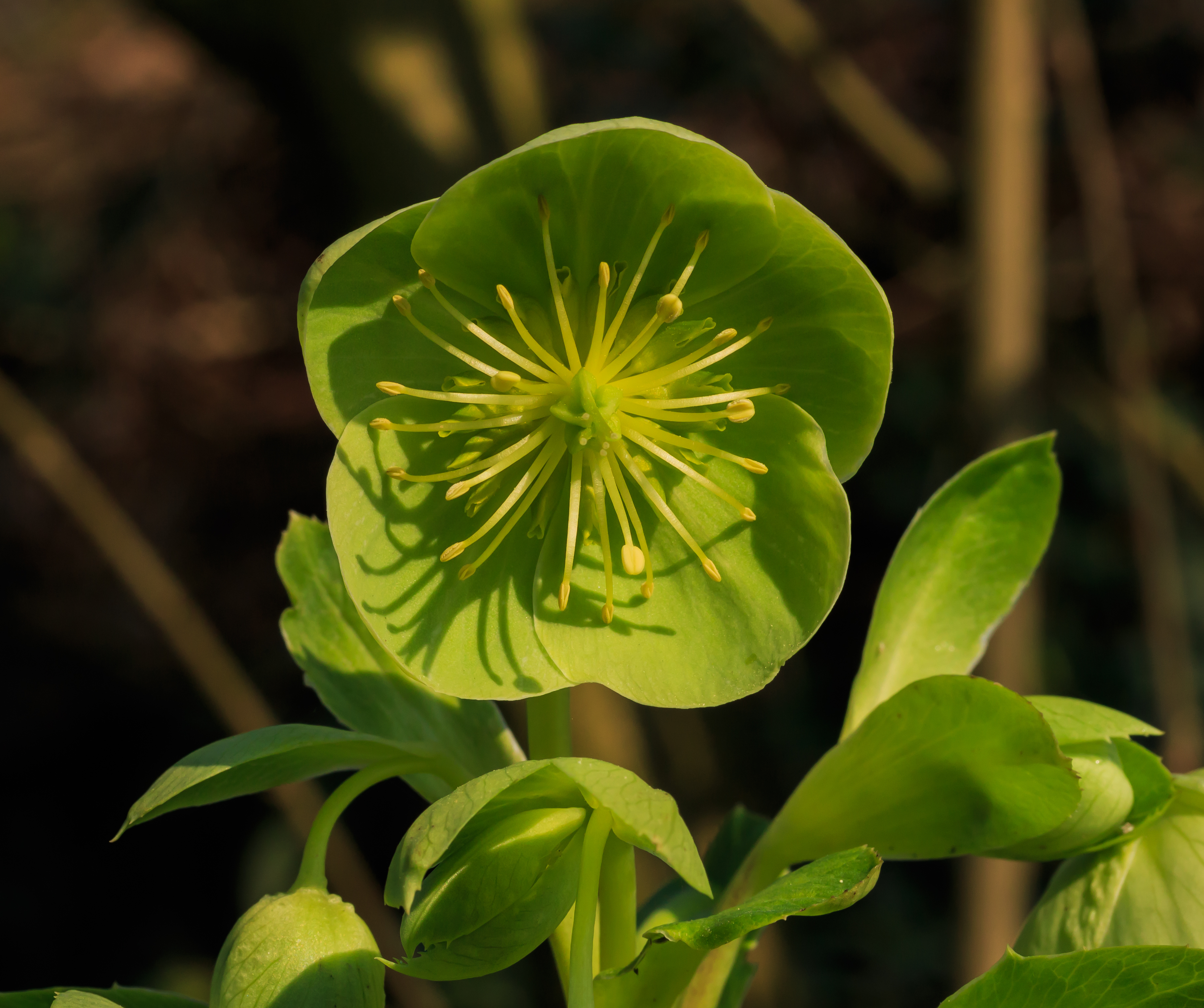
Kwiat

Ciemiernik korsykański, c. niebieskawy (Helleborus lividus Aiton subsp. corsicus (Briq.) P. Fourn.) – podgatunek rośliny z rodziny jaskrowatych. Pochodzi z Korsyki i Sardynii. W Polsce jest czasami uprawiany jako roślina ozdobna.

## Nazewnictwo
Istnieje spore zamieszanie w nazewnictwie tej rośliny. Została ona przez różnych autorów zaklasyfikowana do różnych gatunków, również w języku polskim posiada różne nazwy. Wszystko to są jednak synonimy tej samej rośliny:
- Helleborus argutifolius Viviani
- Helleborus corsicus Mabile
- Helleborus corsicus Willd. ex Schlecht.
- Helleborus lividus Aiton (ciemiernik niebieskawy)
- Helleborus lividus sensu Rouy & Foucaud in Rouy

## Morfologia
ŁodygaWzniesiona, sztywna, rozgałęziona, dość gruba, o wysokości do 60 cm. Pod ciężarem kwiatów i liści łukowato zgina się.
LiścieZimozielone, trzylistkowe, o eliptycznych, ostro zakończonych listkach z ostro ząbkowanymi brzegami. Są ciemnoniebieskozielone, błyszczące i skórzaste.
KwiatyŻółtozielone lub jasnozielone zebrane w 20–30-kwiatowe kwiatostany. Kwiaty składają się z 5 szerokich, kubkowatych płatków, 5 słupków i licznych pręcików.

## Biologia i ekologia
- Bylina. Kwitnie bardzo wcześnie; od lutego do kwietnia, jest jednym z najwcześniej zakwitających gatunków ciemiernika[5]. Zakwita po 3–4 latach od wysiewu nasion. Rośliny uprawiane z nasion nie zachowują cech macierzystej odmiany. Liczba chromosomów 2n = 32[3].
- Roślina bardzo silnie trująca. Wszystkie części ciemierników są trujące, zawierają helleborynę. Objawami zatrucia są: duszność, niepokój, skurcze i paraliż mięśni, śmierć następuje w wyniku paraliżu mięśni oddechowych[6]. Sok może spowodować podrażnienia skóry.

## Uprawa
Może rosnąć w pełnym słońcu, ale jest rośliną cienioznośną i nadaje się również na półcieniste rabaty. Najlepiej rośnie na wilgotnej i przepuszczalnej glebie, może mieć odczyn obojętny, lekko kwaśny lub lekko zasadowy. Nie jest w pełni mrozoodporny i na zimę lepiej jest go okryć, przy dużych mrozach może przemarznąć, zwłaszcza, jeśli zima jest bezśnieżna. Jest też wrażliwy na zimne wiatry, w związku z tym należy go uprawiać w miejscu osłoniętym. Najlepiej jest rozmnażać go przez wysiew nasion wprost do gruntu, źle bowiem znosi podział kęp i przesadzanie.